# The Animals in Screen Bootleg 2
『The Animals in Screen Bootleg 2』（ジ・アニマルズ・イン・スクリーン・ブートレグ・ツー）は、Fear, and Loathing in Las Vegasの映像作品。
2021年9月1日にワーナーミュージック・ジャパンから発売された。

## 概要
自身5作目となる映像作品であり、前作同様DVDとBD（Blu-ray Disc）の2形態でのリリースとなる。
2021年4月7日に開催された自身2回目となるオンラインライブ「FaLiLV On-Line Live 2」の映像に加え、オフショット映像が収録された作品となっている。
また、7月7日発売「The Animals in Screen Bootleg 1」に封入されている「シリアルコードA」、そして今作に封入されている「シリアルコードB」を集めて特設サイトにアクセスすると、「FaLiLV On-Line Live」「FaLiLV On-Line Live2」でそれぞれ使用されたLIVE SE音源がダウンロード可能となっている。
予約特典は、店頭予約の場合はB2サイズのソロアー写ポスター5種のうち1種、WEB予約の場合はA4サイズのクリアファイル、amazonでの予約の場合はビジュアルシートsetとなっている。
2021年12月2日には、観客を入れた本作の完全再現ライブが開催された。

## 備考
会場として使用されたのは川崎市にあるCLUB CITTA'である。また前回『Bootleg 1』と同じようなライブをして見ている側が飽きてしまわないように、メンバーの立ち位置や演出の仕方、セットリストを変更したとのこと。前回とは異なり今回はライヴの延長ということを意識したという。なお『Bootleg 1』と被っている曲が5つあるが、これは『Bootleg 1』だけを観た人にも『Bootleg 2』だけを観た人にも定番の曲や新曲を見せたいという意味である。
メンバーのMinamiは、前回と異なりカメラがフロアにいたため、広くなってステージングも出来ることが増えた分ステージを広く使おうと考えていたと語る。

## 収録映像
| #   | タイトル                                                               | 作詞 | 作曲・編曲 |
| --- | ---------------------------------------------------------------------- | ---- | ---------- |
| 1.  | 「Return to Zero」(#1-20: ライブ映像 2021.04.07"FaLiLV On-Line Live 2) |      |            |
| 2.  | 「Greedy」                                                             |      |            |
| 3.  | 「Power of Life and Death」                                            |      |            |
| 4.  | 「CURE」                                                               |      |            |
| 5.  | 「In the End, the Choice is All Yours」                                |      |            |
| 6.  | 「The Gong of Knockout」                                               |      |            |
| 7.  | 「Stray in Chaos」                                                     |      |            |
| 8.  | 「Set Your Goal」                                                      |      |            |
| 9.  | 「Shape of Trust」                                                     |      |            |
| 10. | 「Flutter of Cherry Blossom」                                          |      |            |
| 11. | 「Evolve Forward in Hazard」                                           |      |            |
| 12. | 「Thoughtless Words Have No Value But Just a Noise」                   |      |            |
| 13. | 「Just Awake」                                                         |      |            |
| 14. | 「Starburst」                                                          |      |            |
| 15. | 「Nail the Shit Down」                                                 |      |            |
| 16. | 「SHINE」                                                              |      |            |
| 17. | 「Ley-Line」                                                           |      |            |
| 18. | 「Crossover」                                                          |      |            |
| 19. | 「Party Boys」                                                         |      |            |
| 20. | 「Stay as Who You Are」                                                |      |            |
| 21. | 「Behind the scenes shots」(#21: オフショット映像)                     |      |            |

## 演奏
- So : Vocal
- Minami : Vocal, Keyboard
- Taiki : Guitar, Vocal, Chorus
- Tomonori : Drums
- Tetsuya : Bass Guitar, Chorus